# Anne Pashley
Anne Pashley (Reino Unido, 5 de junio de 1935-7 de octubre de 2016) fue una atleta británica, especializada en la prueba de 4 x 100 m en la que llegó a ser subcampeona olímpica en 1956.

## Carrera deportiva
En los JJ. OO. de Melbourne 1956 ganó la medalla de plata en los relevos 4 x 100 metros, con un tiempo de 44.7 segundos, llegando a meta tras Australia, que con 44.5 segundos batió el récord del mundo, y por delante de Estados Unidos (bronce), siendo sus compañeras de equipo: Heather Armitage, June Paul y Jean Scrivens.